# Leon Wójcikowski
Leon Wójcikowski (pisownia franc. Léon Woïzikovsky) (ur. 20 lutego 1899 w Warszawie, zm. 23 lutego 1975 tamże) – polski tancerz baletowy, choreograf i pedagog. Jeden z najwybitniejszych tancerzy charakterystycznych pierwszej połowy XX wieku.

## Życiorys
Był synem Marcina Wójcikowskiego (1872–1948), szewca, i Janiny z Łęczyńskich, tancerki Warszawskich Teatrów Rządowych, głównie w Teatrze Nowości. Był młodszym bratem Kazimierza (1895–1941), tancerza w zespole baletowym Opery Warszawskiej. Dorastał w Warszawie. W latach 1907−1914 uczęszczał do szkoły baletowej przy Teatrze Wielkim w Warszawie.
W listopadzie 1910 zadebiutował na scenie Teatru Wielkiego w Warszawie występem w balecie Zabawa dziecięca. W kolejnych latach wystąpił w innych spektaklach stołecznego teatru: Postój kawalerii (1911), Szeherezada (1913) i Misterium polskie (1914), a w 1915 wystąpił w przedstawieniach: Perła i muszla, Noc Walpurgi, Arlekinada, Pan Twardowski, Kaprys motyla i Jezioro łabędzie.
W 1915 dołączył jako tancerz do zespołu Ballets Russes kierowanego przez Siergieja Diagilewa. W pierwszych latach współpracy wystąpił z zespołem m.in. w Grand Théatre w Genewie (w spektaklu Śnieżynka), Operze Paryskiej (Zorza polarna i Szeherezada), Teatro Eugenia-Victoria w San Sebastiano (Paziowie), Teatro Constanzi w Rzymie (Rozbawione panie) i Théatre du Chatelet w Paryżu (Bajka rosyjska, Parada) oraz odbył trasy koncertowe: po Stanach Zjednoczonych (w 1915 zatańczył m.in. w nowojorskich Metropolitan Opera i Century Theatre), Ameryce Południowej (w 1917 dał serię 23 występów w Buenos Aires), Wielkiej Brytanii (w 1919 wystąpił m.in. w Coliseum Theatre, Alhambra Theatre i Empire Theatre w Londynie), Europie (w 1920 tańczył w Londynie, Birmingham, Liverpoolu, Rzymie, Mediolanie, Monte Carlo i Paryżu). Po odejściu z zespołu Léonide’a Massine’a w 1921 został solistą Ballets Russes, m.in. tańczył rolę Carewicza w Ognistym ptaku, niewolnika Amuna w Kleopatrze, Złotego Murzyna w Szeheradzie, tytułowego bohatera Popołudnia Fauna, Księcia w Tamarze, wodza tatarskich wojowników w Kniaziu Igorze, pasterza w Bogach żebrzących, tytułowego bohatera w Pulcinelli i młynarza w Trójkątnym kapeluszu. W latach 1921–1922 grał epizodyczne role w Śpiącej królewnie w Alhambra Theatre w Londynie.

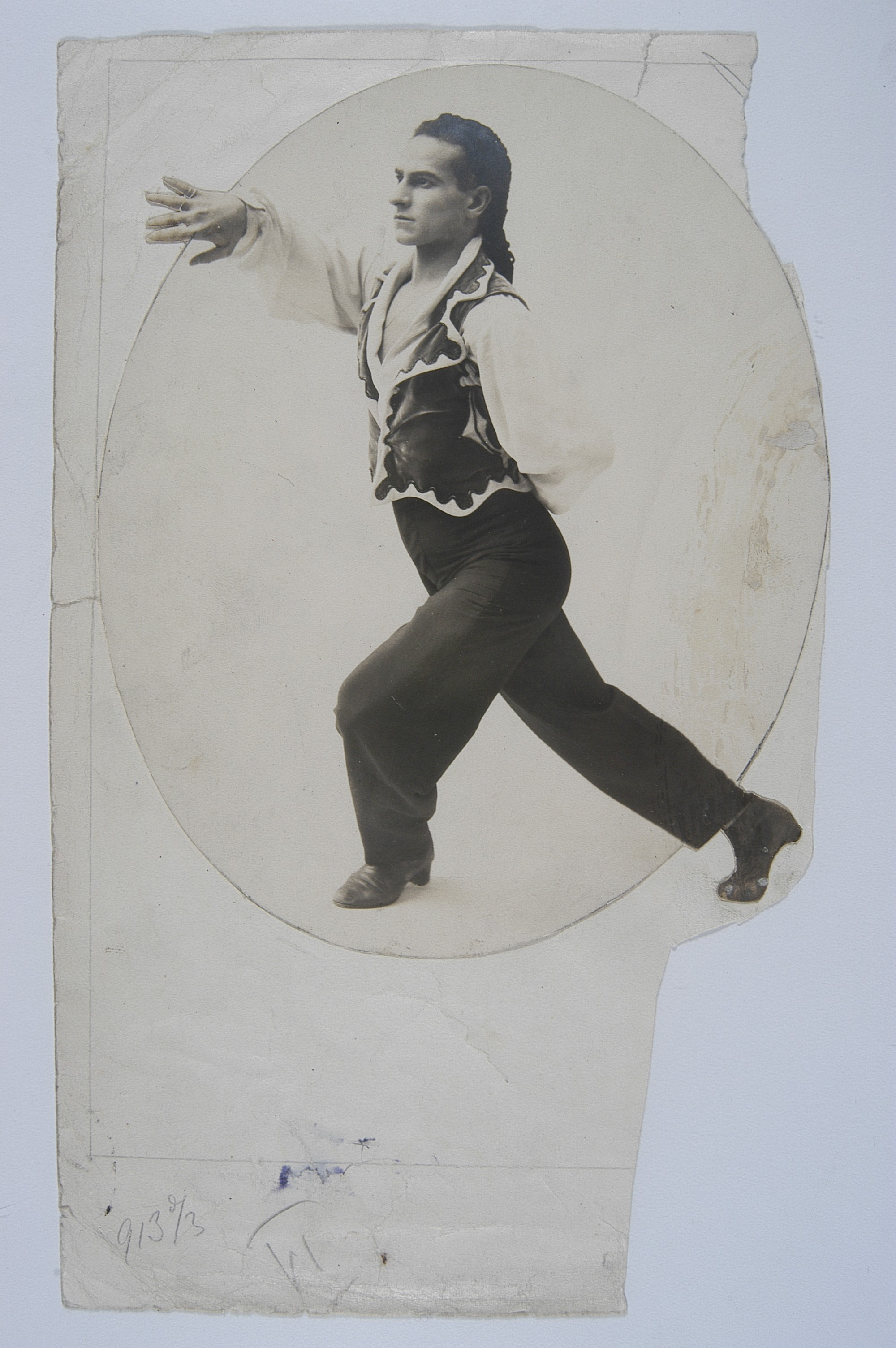
Wójcikowski w balecie Czarodziejska miłość (ok. 1925)

Przez kilka lat występował z zespołem w Opéra de Monte-Carlo (Kuszenie pasterki, Podlotki, Cimarosiana, Zefir i Flora, Romeo i Julia, Bal) i Théâtre des Champs Élysées w Paryżu (Błękitny pociąg i Théatre Sarah Bernhardt (Sielanka pasterska, Stalowy krok, Oda, Syn marnotrawny, Lis). W latach 1925–1929 odbył z zespołem kilka tras po Europie – tańczył m.in. w Barcelonie, Madrycie, Rotterdamie, Amsterdamie, Berlinie, Londynie, Wiedniu, Budapeszcie i Brnie. Wiosną 1922 przez kilka miesięcy dorabiał jako tancerz w zespole Léonide’a Massine’a. Zakończył współpracę z zespołem Ballets Russes w związku z jego rozwiązaniem po śmierci Diagilewa w sierpniu 1929.
W latach 1929−1931 był solistą i choreografem w zespole Anny Pawłowej, m.in. tańczył rolę księcia w balecie Amarilla oraz mniejsze role w sztukach: Wieszczka lalek, Fleci zaczarowany, Taniec hiszpański, Zaproszenie do tańca i Polskie wesele. Po rozpadzie zespołu, spowodowanym śmiercią Pawłowej w 1931, dołączył do grupy tanecznej Opéra Russes a Paris (prowadzonej przez Marie Rambert) i odtworzył główne role w spektaklach: Karnawał w Lyric Theatre na Hammersmith i Pietruszka w Lyceum Theatre w Londynie. W tym samym roku rozpoczął karierę pedagogiczną jako nauczyciel tańca klasycznego. W lipcu 1932 wziął udział w konkursie III Grandes Epreuves Internationales de Danse Artistiques w Paryżu. W latach 1932–1934 był tancerzem i choreografem w zespole René Blum et Colonel de Basil Ballets Russes de Monte Carlo, z którym występował w Théatre de Monte Carlo w sztukach: Cotillon, Tannhäuser, Le Ballet Porcelaines de Chine, Opowieści Hoffmanna, Prokop, Noc w Wenecji, Ojczyzna, Manon, Konkurencja, Zabawy dziecięce, Pietruszka, Suita taneczna, Przepowiednia, Plaża, Szkoła tańca oraz odbył trasę po Europie (1932) i USA (1933).
W drugiej połowie 1935 założył w Paryżu zespół baletowy Les Ballets de Léon Woizikovsky, z którym występował m.in. w Coliseum Theatre w Londynie (Pietruszka), Gran Teatre del Liceu w Barcelonie (Czarodziejska miłość) i Teatrze Scala w Berlinie (Sylfida, Tańce połowieckie, Pietruszka, Karnawał, Czarodziejska miłość). W 1936 dołączył jako solista i doradca do zespołu Ballers Russes de Colonel de Basil, z którym od października 1936 do czerwca 1937 odbył trasę objazdową po Australii i Nowej Zelandii – tańczył m.in. w Royal Theatre w Adelajdzie (Sylfida, Fantastyczny sklep, Szeherezada) i His Majesty’s Theatrelatach w Melbourne (Szeherezada, Port-Said), a jesienią 1937 uczestniczył w trasie zespołu po Europie. W latach 1938−1939 był kierownikiem artystycznym i choreografem Polskiego Baletu Reprezentacyjnego, z którym odbył trasę m.in. po Polsce, Francji i Luksemburgu oraz wystąpił w 1939 na Wystawie Międzynarodowej w Nowym Jorku.

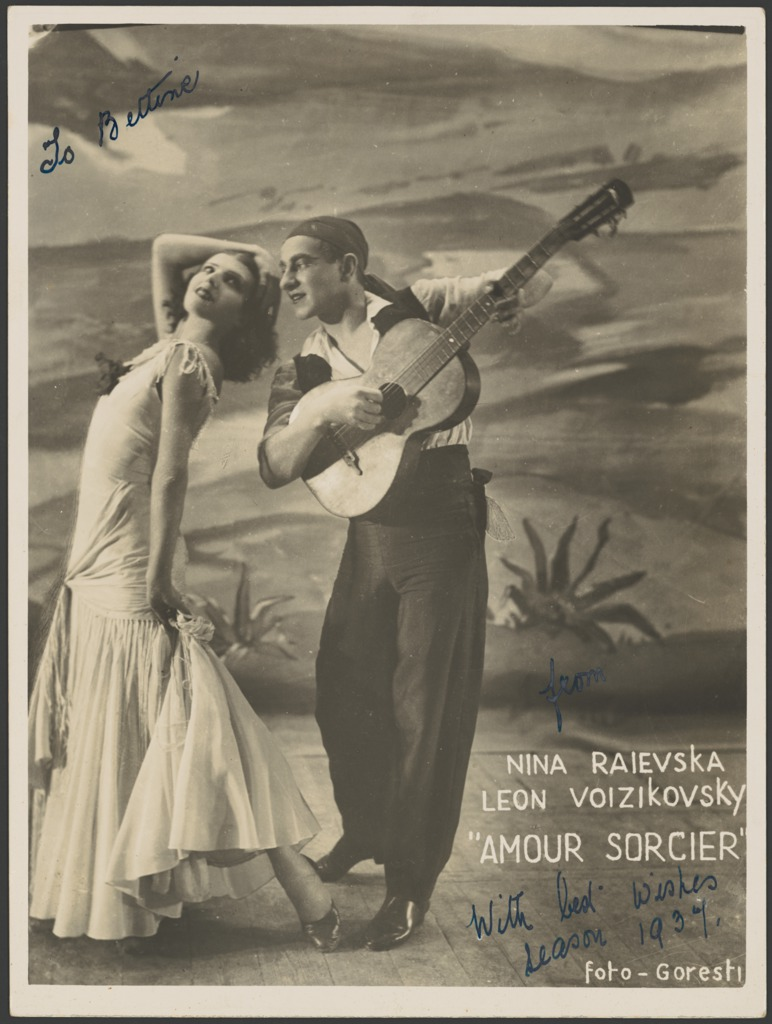
Nina Rajewska i Leon Wójcikowski (1936)

W latach okupacji kierował Miejską Szkołą Baletową w Warszawie, a także uczył w szkole baletowej Zygmunta Dąbrowskiego i szkole Zofii Pflanc-Dróbeckiej oraz we własnym studiu baletowym. W tym okresie tańczył podczas tzw. poranków baletowych organizowanych w kawiarni „Kameleon” w Warszawie i występował w Teatrze Powszechnym w Krakowie (Wiosenna trzynastka, Wieczór baletowy). W styczniu 1945 założył grupę taneczną, w której występował m.in. ze Stanisławą Stanisławską. Z zespołem tańczył m.in. podczas koncertów baletowych w Teatrze Kameralnym w Krakowie, a także otrzymał pozwolenie na występy w całej Polsce. W Krakowie uczył tańca klasycznego i hiszpańskiego w swojej Szkole Tańca Leona Wójcikowskiego i w Szkole Tańca Artystycznwgo Janiny Jarzynównej-Sobczak. W 1946 został choreografem Sceny Muzyczno-Operowej Miejskich Teatrów Dramatycznych w Warszawie. W tym okresie często tańczył duety z Marią Krzyszkowską. W latach 1947–1950 był choreografem w Teatrze Nowym w Warszawie, w którym opracował wstawki baletowe do spektakli: Słomkowy kapelusz, Jadzia wdowa, Dom otwarty, Zemsta nietoperza, Oszust oszukany, Zielony gil. W 1947 udzielał lekcji tańca członkom Związku Młodzieży Demokratycznej. W 1948 został baletmistrzem w Teatrze Operowym Filharmonii Warszawskiej, dla którego przygotował choreografie do sztuk: Wesele Figara, Straszny dwór i Eugeniusz Oniegin. W latach 1950−1952 był kierownikiem zespołu baletowego Opery Poznańskiej, dla której opracował choreografie do spektakli: Niziny, Trzy balety (Suita hiszpańska, Dyl Sowizdrzał i Pory roku), Swantewit, Śnieżka, Carmen, Goplana, Faust, Bunt żuków, Straszny dwór, Wieczór baletowy (Noc na Łysej Górze i Uczeń czarnoksiężnika).
Od 1 września 1951 do 17 kwietnia 1960 był kierownikiem artystycznym Państwowej Średniej Szkoły Teatralnej w Warszawie, w której uczył tańca klasycznego i hiszpańskiego. W latach 1952–1955 prowadził lekcje tańca w Operze Warszawskiej, dla której przygotował choreografie do spektakli: Dyl Sowizdrzał, Suita hiszpańska, Coppelia, Hrabina i Dama pikowa. W 1954 przygotował choreografię do komedii Szalony dzień, czyli Wesele Figara w Teatrze Narodowym w Warszawie. W 1955 prowadził zajęcia taneczne dla członków Zespołu Pieśni i Tańca „Mazowsze” oraz poprowadził pokazowe lekcje tańca w szkołach radzieckich: Państwowym Instytucie Sztuki Teatralnej w Moskwie i na Wydziale Baletmistrzowskim przy Konserwatorium im. Nikołaja Rimskiego-Korsakowa w Leningradzie. W pierwszej połowie lat 50. przygotował choreografie do filmów fabularnych: Warszawska premiera (1951) Jana Rybkowskiego i Uczta Baltazara (1954) Jerzego Zarzyckiego. W latach 1956–1957 prowadził wykłady na kierunku baletmistrzowskim i pedagogicznym na Wydziale Choreografii Państwowej Wyższej Szkoły Teatralnej im. Aleksandra Zelwerowicza w Warszawie. W marcu 1958 uczestniczył w przyjęciu z okazji 40-lecia swojej pracy artystycznej zorganizowanym w Operze Warszawskiej, której choreografem został w tym samym roku i pracował przy spektaklach: Borys Godunow, Giselle.
W 1958 wystąpił z Pietruszką na Festival Ballet w Londynie, a w 1960 został dyrektorem tego festiwalu. Również w 1960 przez kilka miesięcy tańczył w zespole Léonide’a Massine’a – Balletto Europeo di Nervi, z którym wystąpił m.in. na Międzynarodowym Festiwalu Baletowym w Nervi (zaprezentował na nim siedem baletów: Piękny Dunaj, Choreartium, Szeherezadę, Le Bal de Voleurs, Cyrulika sewilskiego, Ludzką komedię i High Tension) oraz tańczył w Teatro dei Parchi (Ludzka komedia, Szeherezada). W latach 1961–1965 był wykładowcą w Instytutcie Tańca Scenicznego przy Reńskiej Akademii Muzycznej w Kolonii. Prowadził lekcje tańca klasycznego w Międzynarodowej Letniej Akademii Tańca w Kolonii, a w latach 1961−1966 był choreografem kolońskiej Opery, w której pracował m.in. przy spektaklach: Trójkątny kapelusz. W 1966 został pedagogiem w Studium Baletowym przy Uniwersytecie im. Friedricha-Wilhelma w Bonn i gościnnie prowadził zajęcia w szkole baletowej przy Królewskiej Operze Flamandzkiej w Antwerpii. W 1968 przygotował choreografie do spektakli Karnawał i Tańce połowieckie w Operze Rzymskiej.
W 1972 wrócił do Polski i objął funkcję pedagoga zespołu baletowego Operetki Warszawskiej. Od 1 października 1972 do końca życia był choreografem i pedagogiem w Teatrze Wielkim w Warszawie, dla którego przygotował m.in. wznowienie Pietruszki. W maju 1973 był jurorem podczas I Ogólnopolskiego Konkursu Choreograficznego w Łodzi.
Zmarł 23 lutego 1975 w Warszawie na zawał serca. Pięć dni później został pochowany w grobowcu rodzinnym na Cmentarzu Bródnowskim w Warszawie (kwatera 63B-3-6); na płycie nagrobnej umieszczono napis: „Leon Wójcikowski (1899–1975) Wielki Polski Artysta Baletu”.

## Charakterystyka taneczna

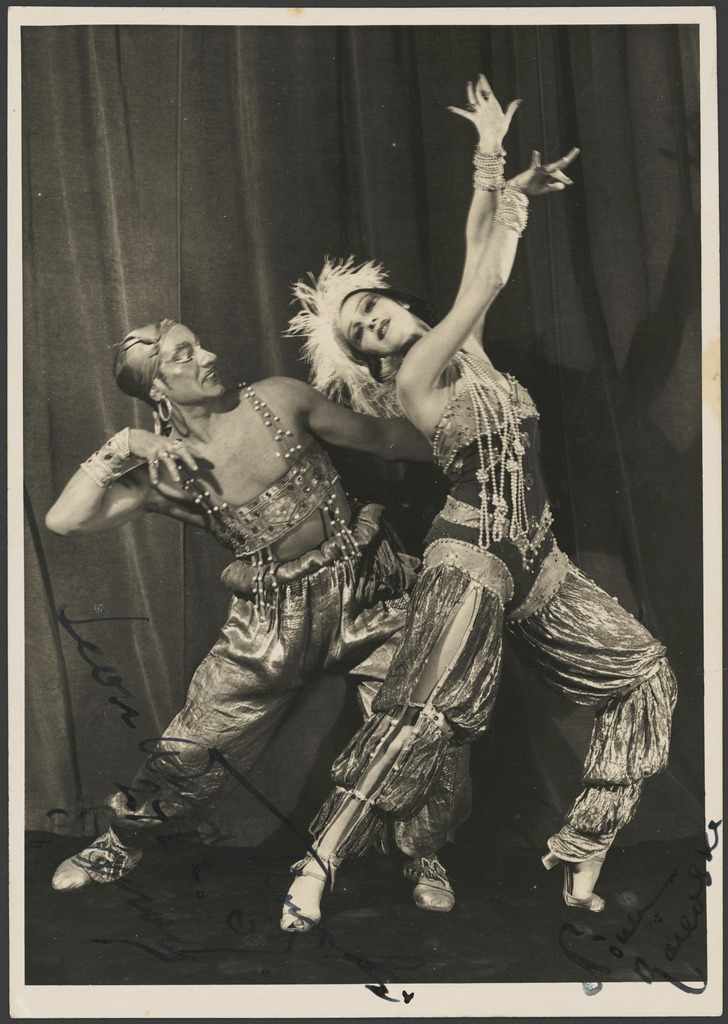
Wójcikowski i Nina Rajewska (1937)

Historyk tańca Cyryl W. Beaumont scharakteryzował Wójcikowskiego słowami: „Był to niski, ciemnowłosy, mocno zbudowany młody człowiek o trudnych do opisania rysach twarzy. (…) Na scenie był pierwszorzędnym tancerzem chrakterystycznym, wydawał się dysponować niespożytą energią, tańczył z godną uwagi pasją, łatwością, swobodą i wyczuciem rytmu. (…) miał znakomitą pamięć ruchową i mógł (…) tańczyć prawie wszystkie role w każdym balecie ze znanego mu repertuaru. Jego wyczucie najbardziej nawet trudnego rytmu mogło być dostrzeżone tylko przez tych, którzy widzieli go w tańcu. (…) Niezależnie od tego, jak bardzo skomplikowany czy też ulotny był rytm danej sekwencji, zawsze oddawał szczegóły choreografii z niesamowitą dokładnościà i subtelnym wyczuciem stylu”. Tacjanna Wysocka w książce Dzieje baletu (1970) napisała o Wójcikowskim: „Był to świetny tancerz charakterystyczny o zacięciu groteskowym i komediowym. Miał również wybitne zdolności do tańców ludowych. (…) Swą pracą za granicą przyczynił się do podtrzymania ustalonej opinii o zdolnościach Polaków w sztuce baletowej. (…) Nie najszczęśliwym posunięciem było przerzucenie się Wójcikowskiego na pracę choreografa-kompozytora. (…) Jego układom oryginalnym brakowało inwencji, polotu, smaku”.

## Życie prywatne
Na początku 1919 ożenił się z tancerką Heleną Antonowną Andriejewą, z którą miał córkę, Zofię „Sonię” (ur. 1919), również tancerkę. W latach 20. miał kilkuletni romans z tancerką Lydią Sokolovą, z którą rozstał się w 1929. W latach 1932–1944 był związany z tancerką Niną Rajewską. 13 maja 1950 poślubił tancerkę Marię Krzyszkowską. W kwietniu 1961 ożenił się z tancerką Anitą Mandowską.

## Ordery i odznaczenia
- Krzyż Komandorski Orderu Odrodzenia Polski (18 kwietnia 1956)[60]
- Krzyż Oficerski Orderu Odrodzenia Polski (22 lipca 1952)[61]
- Medal 10-lecia Polski Ludowej (19 stycznia 1955)[62]